# Rumina
Rumina (biał. Руміна; ros. Румино, Rumino) – wieś na Białorusi, w obwodzie witebskim, w rejonie orszańskim, w sielsowiecie Babiniczy.
W pobliżu znajduje się stacja kolejowa Rumina, położona na linii Orsza – Krzyczew.